# Impresores de Alcalá de Henares

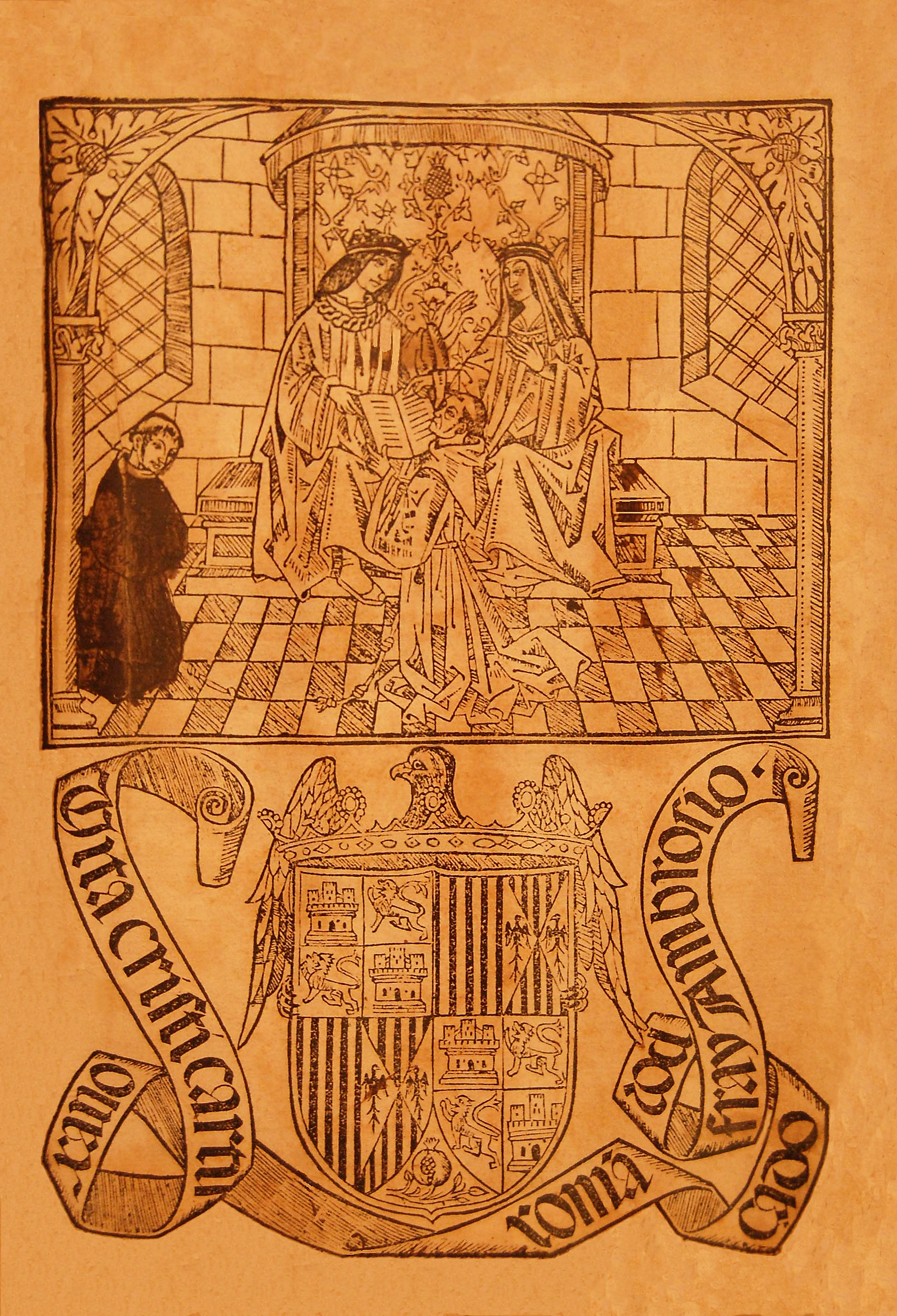
Vita Christi traducido por Fray Ambrosio Montesino. Primer libro impreso en Alcalá de Henares, por Estanislao Polono en 1502.

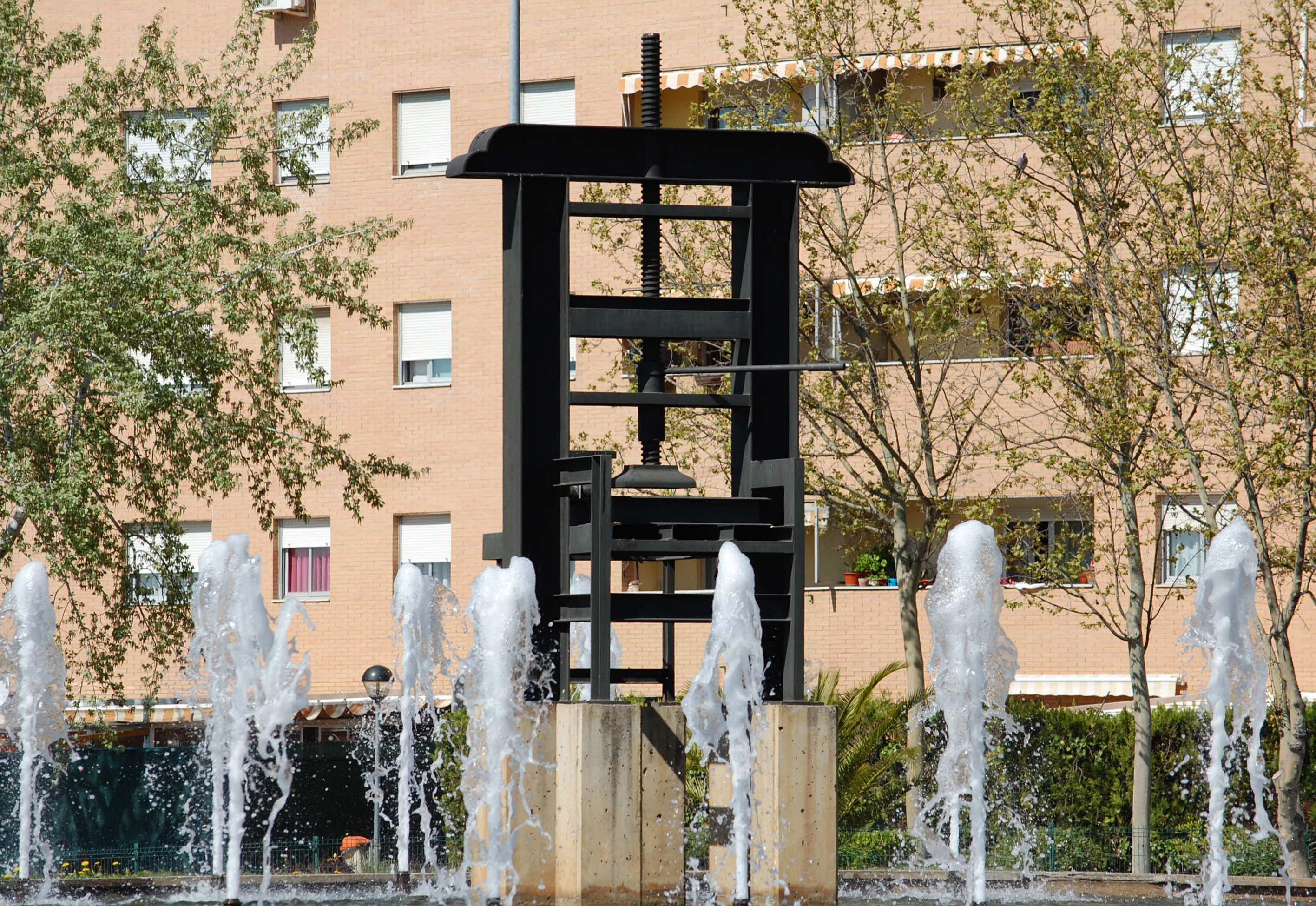
Monumento a los impresores de Alcalá.

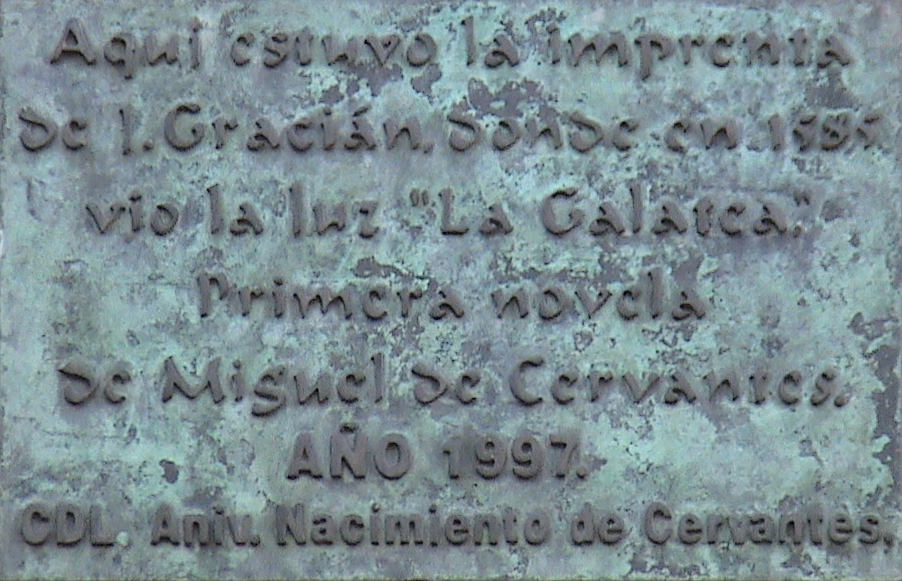
Placa dedica a la imprenta de Juan Gracián, en Alcalá de Henares. Donde se publicó la primera edición de "La Galatea".

Los impresores y las imprentas ubicadas en Alcalá de Henares tuvieron una importancia transcendental durante el Siglo de Oro Español en la difusión de la cultura, tanto para surtir de libros a los profesores y estudiantes de la Universidad de Alcalá, como para la difusión de las ideas y del conocimiento científico por todo el mundo. 

## Historia
El primer libro que se publicó en Alcalá de Henares fue en 1502, titulado Vita cristi cartuxano de Ludolfo de Sajonia, traducido al español por fray Ambrosio Montesino. La mayoría de esos libros expresan el conocimiento y el pensamiento intelectual de su época histórica, por su contenido científico, literario, teológico, legal y humanista.
Durante el siglo de oro español, cuando se redactaba un libro en latín (la lengua franca de esa época histórica) también se solía latinizar el nombre del autor, del impresor y del mercader de libros. Los impresores solían anteponer a su nombre expresiones como "en casa de", "impreso por", "en la imprenta de" (en latín: ex officina, in officina, ex typographia, excudebant, apud). Además, algunos impresores firmaban con el título de "tipógrafo de la Universidad" o "impressor de la Universidad" (typographae Universitatis, typographi Universitatis, typographum Vniuersitatis, Universitatis typographi) como Antonio Vázquez, Francisco García Fernández, José Espartosa, Juan de Villodas y Orduña, Julián García Briones, María Fernández, María García Briones, María Espartosa y Briones, y Manuel Amigo.
Alcalá se convirtió en una "metrópoli libraria" durante el siglo XVI, con numerosos profesionales e industrias del mundo editorial (batidores, componedores, copistas, correctores, encuadernadores, fundidores, grabadores, impresores, libreros, tiradores, etc.). Era frecuente que los impresores también desarrollaran otras actividades como librero (mercader) o editor de libros.
Tras el traslado de la Universidad de Alcalá, la capacidad editorial decayó en la ciudad complutense, por lo que las nuevas imprentas ampliaron sus publicaciones a todo tipo de productos como periódicos, revistas, documentos, formularios y papelería en general. La tipografía complutense, según la catalogación de Juan Catalina García entre 1502 y 1887, consta de 2.198 libros diferentes.

## Reconocimiento
Fue tal la importancia de las imprentas y librerías en Alcalá de Henares, que durante el siglo XVII la calle de Guadalajara, en el centro histórico de la ciudad, se renombró como calle Libreros. Hay una fuente monumental dedicada a los "impresores de Alcalá", en la plaza Alfonso XII. Y una placa dedicada a la imprenta de Juan Gracián, donde se publicó la primera edición de "La Galatea" de Miguel de Cervantes en 1585.

## Véase también

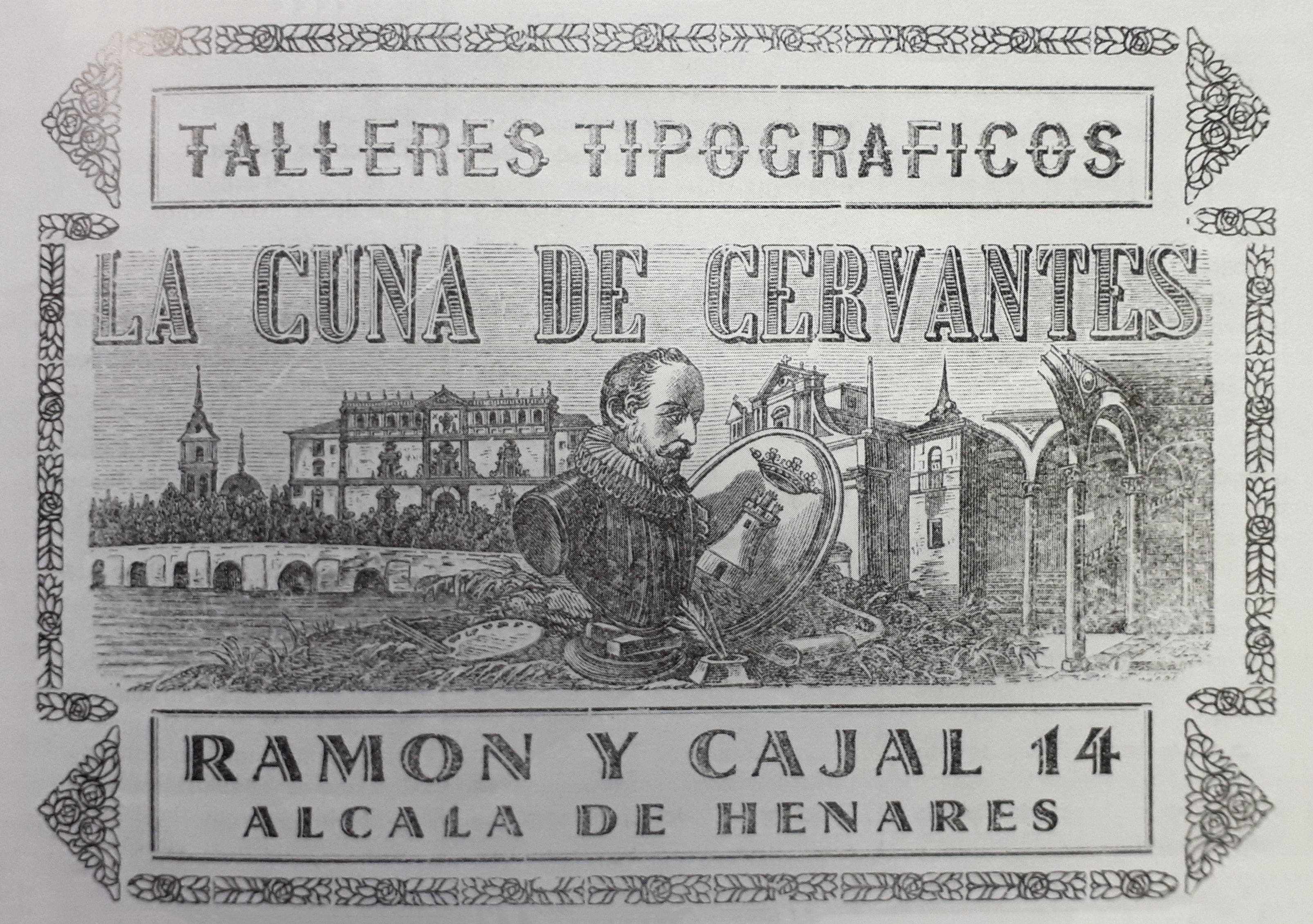
Grabado publicitario de los Talleres tipográficos La Cuna de Cervantes (hacia 1924).

## Notas

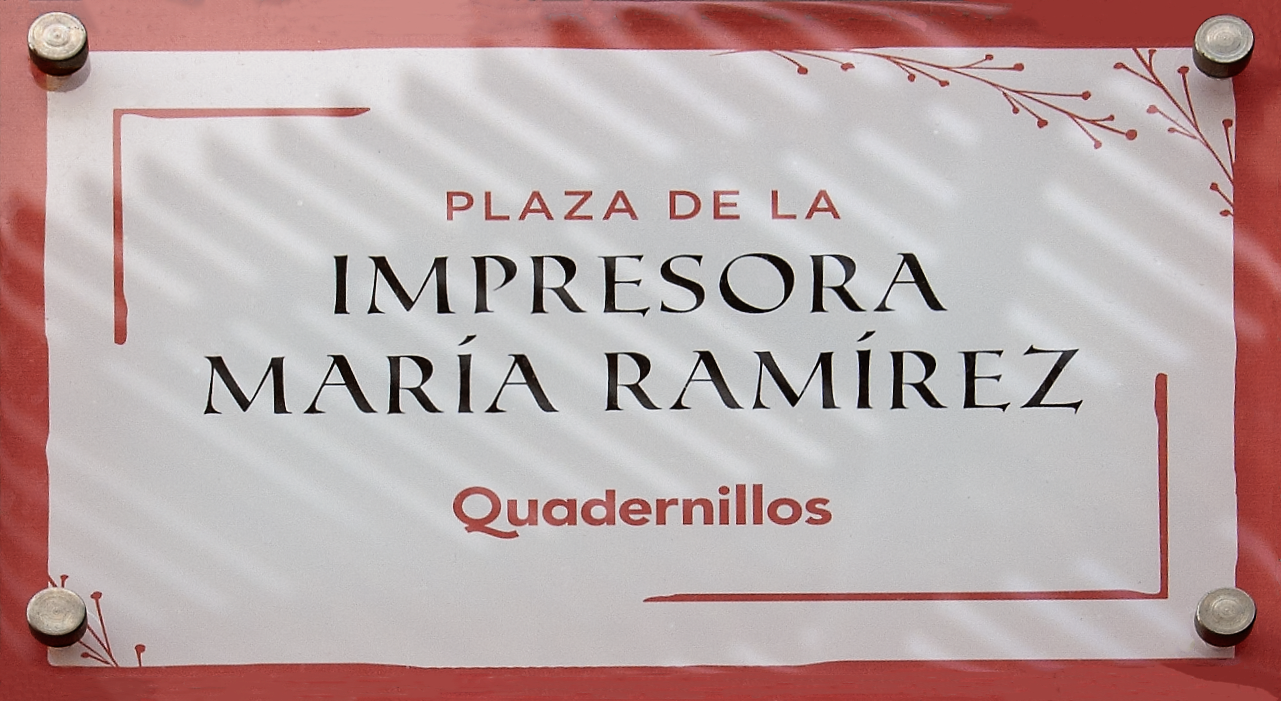
Plaza dedicada a la impresora María Ramírez (viuda de Juan Gracián).

## Impresores en Alcalá de Henares
| Actividad en Alcalá de Henares | Nombre en español | Nombre en latín | Notas | Marca de imprenta |
| siglo XVI                      | | | |                   |
| 1502-1505                      | Estanislao Polono Stanislao Polono Stanislao d'Polonia Lançalao Polono Lançalao del reyno de Polonia | Stanislaum Polonu Stanislaus Polonus | Primer impresor en instalarse en Alcalá de Henares. |                   |
| 1511-1524                      | Arnao Guillén de Brocar Arnao Guillem de Brocar Arnao guillē de brocar Arnaldo Guillén de Brocar | Arnaldi Guillelmi Brocarij Arnaldi Guillelmi de Brocario Arnaldum guillermū de Brocario Arnaldum Guilielmum de Brocario Arnaldus Guilliermus de Brocario Arnaldus Guillelmus Brocarios Arnaldus Guillermus Brocarius Arnalt Guillem de Brocario | Padre de Juan de Brocar y María de Brocar. Suegro de Miguel de Eguía. |                   |
| 1524-1538                      | Miguel de Eguía Miguel de Eguya | Michaelē de Eguia Michaele d'Eguia Michaelem de Eguia Michaelis de Eguia Michaelis de Guia Michael de Eguia Michael Eguia Typographus | Al casarse con María de Brocar en 1518, se convirtió en yerno de Arnao Guillén de Brocar y cuñado de Juan de Brocar.                                                                                                |                   |
| 1527                           | Ramón de Petras Ramon d' petras Remon de Petras Remo(n) de petras Remō de petras | | Impresor en Toledo entre 1524 y 1527. También fue grabador |                   |
| 1536                           | Francisco Navascués | | |                   |
| 1537                           | Juan de Junta Giovanni Giunta | | Miembro de la rama española de la familia Giunta (impresores). Con imprenta en Burgos (1527-1558) y en Salamanca (1532-1558). También fue mercader de libros.                                                       |                   |
| 1538-1552                      | Juan de Brocar Juan d´Brocar Iuan de Brocar Ioan de Brocar Ioā de Brocar | Ioannis Brocarii Ioannis Brocarij Iohannem Brocarivm Ioannes Brocarius | Hijo de Arnao Guillén de Brocar. Cuñado de Miguel de Eguía y de Andrés de Angulo al casarse con Francisca de Angulo. Continuaron sus herederos. Imprenta en la calle Nebrija, 2.                                    |                   |
| 1552-1554                      | Juan de Mey Juan de Mey, Flandro Juan Mey Joan Mey Joan Mey Flandro | Ioannem Mey Ioannem Mey, Flandrum Ioannis Mey Ioannis Mey, Flandri | |                   |
| 1553-1560                      | Herederos de Juan de Brocar "defuncto que santa gloria aya" | Vidua Ioannis Brocarii | En 1560 aparece por primera vez el nombre de Andrés de Angulo (cuñado de Juan de Brocar). Imprenta en la calle Nebrija, 2.                                                                                          |                   |
| 1553                           | Alfonso Xaramillo Alonso de Xaramillo | | También fue librero (1572) |                   |
| 1554-1563                      | Atanasio de Salcedo Athanasio de Salzedo Casa de Salzedo | Athanasij Salzedo Athanasij à Salzedo Athanasium de Salzedo | También fue librero y editor desde 1536. |                   |
| 1558                           | Juan Salcedo | | |                   |
| 1558                           | Alonso Méndez de Robles | | |                   |
| 1560-1579                      | Andrés de Angulo | Andreae de Angulo Andream de Angulo Andraeas de Angulo | Su hermana Francisca de Angulo se casó con Juan de Brocar, y su hermana Luisa de Angulo se casó con Sebastián Martínez. También fue librero.                                                                        |                   |
| 1561                           | Mosén Diego | | |                   |
| 1562-1576                      | Sebastián Martínez | Sebastianum Martinez | Imprenta "fuera de la Puerta de los Mártires." Continuaron sus herederos. Su viuda era Luisa de Angulo y su hija Juana Martínez de Angulo.                                                                          |                   |
| 1563-1566                      | Francisco Cormellas y Pedro de Robles | Franciscum Cormellas & Petrum Robles Petri à Robles & Francisci à Cormellas Petrus à Robles & Franciscus à Cormellas | También imprimieron en Guadalajara en 1564 |                   |
| 1565-1567                      | Juan de Villanueva y Pedro de Robles Iuan de Villa Nueua y Pedro de Robles Pedro de Robles y Iuan de Villanueua | Ioannem à Vilanoua & Petrum Robles Ioa[n]nis de Villanoua & Petri Robles | Después compartieron imprenta en Lérida (1572-1576) |                   |
| 1565-1572                      | Juan de Villanueva Iuan de Villanueua | Ioa[n]nem à Villanoua Ioannes à Villanova Ioa[n]nes Vallanoua Ioannis à Villanoua Ioan[n]is de Villanoua Ioannis de Villa noua | Además estableció compañía con Pedro de Robles. Su viuda, Luisa López, imprimió en Zaragoza en 1577. |                   |
| 1568-1587                      | Juan Gracián Iuan Gracian Ivan Gracian Juan Graciano Iua Gracia | Ioannem Gratianum Ioannes Gracian Ioannes Gracianus Ioannes Gratianus Ioannis Graciani Ioannis Gratiani | También fue librero. También imprimió en Sigüenza en 1575. Falleció en 1587. Continuó su viuda María Ramírez. |                   |
| 1570                           | Francisco Sánchez | | También fue librero (1566-1570). En 1571 fue componedor Impresor y librero en Madrid desde 1572. Falleció en Madrid el 19/11/1590.                                                                                  |                   |
| 1570-1599                      | Juan Íñiguez de Lequerica Iuan Iñiguez de Liquerica Iuan Yñiguez de Lequerica Juan Íñiguez de Lequerica y Villareal Iuan de Lequerica | Ioannes Iñiguez à Lequerica Ioannes Yñiguez a Lequerica Ioannem Iñiguez à Lequerica Ioannis Iñiguez à Lequerica Ioannes à Lequerica | También imprimió en Sigüenza en 1582. En 1595 se casó con la impresora madrileña María Rodríguez de Rivalde (viuda del impresor madrileño Pedro Madrigal).                                                          |                   |
| 1576-1593                      | Hernán Ramírez Fernán Ramírez Fernando Ramírez | Ferdinandi Ramirez Ferdinandum Ramirez | También fue librero. |                   |
| 1577-1581                      | Antón Sánchez de Leyva Anton Sanchez de Leyua Antonio Sánchez de Leyva | Antonium Sanchez à Leyua Antonium Sanchez à Leyva | |                   |
| 1577-1596                      | Herederos de Sebastián Martínez "En casa de Sebastián Martínez que sea en gloria" | | Su viuda era Luisa de Angulo y su hija Juana Martínez de Angulo, pero no imprimían con su nombre. Imprenta "fuera de la Puerta de los Mártires."                                                                    |                   |
| 1579-1584                      | Querino Gerardo Querino Gherardo Querino Gerardo Flamenco | Querinum Gerardum Querinus Gerardus Quirinus Gerardus | Después tuvo imprenta en Madrid (1586-1588). |                   |
| 1585-1590                      | Juan Fernández | | |                   |
| 1586-1587                      | Juan Gutiérrez Ursino Iuan Gutierrez Vrsino Iuan Gutierrez Iua Gutierrez | | También fue editor y librero (mercader de libros). |                   |
| 1587-1632                      | María Ramírez (viuda de Juan Gracián) Viuda de Iuan Gracian Biuda de Iuan Gracian Herederos de Iuan Gracian Iuan Gracian, que sea en gloria Iua Gracia, q sea engloria                                                                                        | viduam Ioannis Gratiani vidua[m] Gratiani haeredes Ioannis Gratiani Ioannis Gratiani, apud Viduam Ioannis Gratiani difuncti Ioannis Gracian apud viduam                                                                                         | La viuda era María Ramírez, pero no imprimía con su nombre. Salvo en un libro de 1600. |                   |
| 1589                           | Antonio Gotard | Antonium Gotard | |                   |
| 1590                           | Pedro Madrigal | Petri Madrigalis | Con imprenta en Madrid entre 1586-1594. Su viuda, María Rodríguez de Rivalde, continuo con esa imprenta hasta 1604 y se casó con Juan Íñiguez de Lequerica.                                                         |                   |
| 1592                           | Juan de Sarriá | Iuan de Sarria | Sobre todo fue editor y librero. |                   |
| 1592                           | Diego Sánchez | | |                   |
| 1596                           | Villarreal | | |                   |
| 1596                           | Manuel Andrada | | |                   |
| 1596                           | Juan Grande | | |                   |
| 1596                           | Juan López y Clemente | | |                   |
| 1596-1599                      | Juana Martínez de Angulo Herederos de Sebastián Martínez "En casa de Sebastián Martínez que sea en gloria" | | Hija de Sebastián Martínez y Luisa de Angulo. Imprenta "fuera de la Puerta de los Mártires." Falleció en Alcalá de Henares el 1 de agosto de 1599.                                                                  |                   |
| siglo XVII                     | | | |                   |
| 1600-1606                      | Justo Sánchez Crespo Iusto Sanchez Crespo Iusto Sãchez Crespo | Iusti Sanchez Crespo | Continuó su viuda. |                   |
| 1601                           | Herederos de Juan Íñiguez de Lequerica Herederos de Iuan Iñiguez de Lequerica | haeredes Ioannis Iñiguez de Lequerica | Su viuda, María Rodríguez de Rivalde, tuvo imprenta en Madrid desde 1594 a 1604. Y otra en Valladolid en 1603. |                   |
| 1606-1615                      | Luis Martínez Grande Luys Martynez Grande Luys Martinez Grãde | Ludouici Martinez Grande Ludouicum Martinez Grande | Continuó su viuda. |                   |
| 1607-1610                      | Viuda de Justo Sánchez Crespo Justo Sánchez Crespo, que sea en gloria | Iusti Sanchez Crespo apud Viduam Viduam Iusti Sanchez Crespo | |                   |
| 1609-1615                      | Andrés Sánchez de Ezpeleta Andres Sanches Ezpeleta | Andreae Sanchez de Ezpeleta Andream Sanchez de Ezpeleta | Continuó su viuda Ana de Salinas |                   |
| 1615                           | Viuda de Luis Martínez Grande | | |                   |
| 1615-1623                      | Ana de Salinas Viuda de Andrés Sánchez de Ezpeleta Andres Sanchez de Ezpeleta, que sea en gloria | viduam Andreae æ Sanctij de Ezpeleta viduam Andrea Sanchez de Ezpeleta | |                   |
| 1615-1626                      | Juan García | Iuan Garcia | También mercader de libros. |                   |
| 1616                           | Pedro Rodríguez Santillán | | |                   |
| 1624-1632                      | Juan de Villodas y Orduña Iuan de Villodas Orduña Iuan de Orduña | Ioanis de Villodas & Orduña Ioannis de Villodas & Orduña Ioannis de Villodas y Orduña Ioannis de Orduña Ioannem de Orduña | "Impressor de la Uniuersidad" "Impressor del insigne Colegio de San Ildefonso" |                   |
| 1626                           | Antonio Arnao | | |                   |
| 1626-1638                      | Antonio Duplastre | Antonii Duplastre Antonij Duplastre Antonium Duplastre | Después de trasladó a Madrid |                   |
| 1631-1643                      | Antonio Vázquez | Antonii Vazquez Antonij Vazquez Antonium Vazquez | "Impressor de la Vniuersidad" Previamente tuvo imprenta en Salamanca (1610-1626). Continuó su viuda María Fernández                                                                                                 |                   |
| 1632-1634                      | Viuda de Juan de Villodas y Orduña Iuan de Villodas Orduña que este en gloria | Apud Viduam Ioannis de Villodas & Orduña | "Typographi Universitatis" |                   |
| 1639-1681                      | Gabriel de León | | También imprimía en Madrid Editor |                   |
| 1641-1651                      | Juan de Prado Juan de Prados | | |                   |
| 1642-1646                      | Francisco Ropero | | |                   |
| 1643-1677                      | María Fernández Maria Fernandez Viuda Viuda de Antonio Vázquez | Mariae Fernandez Mariam Fernandez | "Impresora de la Universidad" Viuda de Antonio Vázquez |                   |
| 1651-1665                      | Colegio de S. Thomas de Alcala de Henares Colegio de Santo Thomas: por fray Diego Garcia. Colegio de S. Thomas de Alcalá de Henares, por Fr. Diego Garcia. fray Diego Garcia, en el Colegio de Santo Tomas "En la Oficina del Doctor Angel" "Angelico Doctor" | Collegio Sancti Thomae, fr. Didacus Garcia Collegio S. Thomae, Fr. Didacus Garcia Collegio S. Thomae Ordinis Praedicatorum: Fr. Didacus Garcia Ex Typographia Angelici Doctoris Diui Tomae Aquinatis                                            | Los dominicos tuvieron en Alcalá su propia imprenta, dirigida por fray Diego García. También la usó Francisco Cojedor. Fray Diego García continuó imprimiendo en Burgo de Osma (1666-1672).                         |                   |
| 1659-1701                      | Francisco García Fernández Francisco García Francis Garcia | Francisci Garcia Fernandez Francisci Garciae Fernandez | También fue editor y librero. Padre de Julián y de María García Briones |                   |
| 1659-1808                      | Imprenta de la Universidad Imprenta de la Real Universidad Oficina de la Universidad Oficina de la Real Universidad | Typographia Universitatis | |                   |
| 1661-1662                      | Francisco Cojedor Francisco Coxedor | Franciscum Coxedor In Collegio S. Thomae, per Franciscum Coxedor | En la tipografía del Colegio Santo Tomás de Aquino. |                   |
| 1664                           | Juan Valdés | | |                   |
| 1665                           | Andrés Fernández de Castro | Andrea Fernandez de Castro | |                   |
| 1672-1674                      | Nicolás de Xamares | | También fue mercader de libros (1670-1673) |                   |
| 1692-1718                      | Julián García Briones Julián Francisco García Briones | Iuliani Garcia Juliani Garcia Briones Iulianij Garcia Briones Iulianum Garcia Briones Iulianum Francisci Garcia Brionis Iulianus Garcia Iulianus Garcia Briones Iulianus Franciscus Garcia Briones                                              | Hijo de Francisco García Fernández y hermano de María García Briones |                   |
| siglo XVIII                    | | | |                   |
| 1720-1744                      | José Espartosa Josep Espartosa | Joseph Espartosa Josephi Espartosa Josephum Espartosa | Esposo de María García Briones, cuñado de Julián García Briones y padre de María Claudia Espartosa y Briones |                   |
| 1723                           | Juan Antonio Pimentel | | |                   |
| 1725-1727                      | Manuel de Moya | | Trasladó su imprenta a Madrid |                   |
| 1744-1770                      | María García Briones | viduam Josephi Espartosa Mariae Garcia Briones | Hija de Francisco García Fernández, hermana de Julián García Briones, viuda de José Espartosa y madre de María Claudia Espartosa y Briones                                                                          |                   |
| 1772-1786                      | María Claudia Espartosa y Briones María Espartosa y Briones | Mariae Espartosa & Briones | Hija de José Espartosa y María García Briones. Nieta de Francisco García Fernández y sobrina de Julián García Briones.                                                                                              |                   |
| 1786-1795                      | Pedro López | | En la calle Santiago. |                   |
| 1789-1793                      | José Antonio de Ibarrola Joseph Antonio Ibarrola | | |                   |
| 1791-1804                      | Isidro López y Aravaca Isidro López de Aravaca Isidro López | | En las calles de la Victoria y Libreros. |                   |
| siglo XIX                      | | | |                   |
| 1804-1814                      | Viuda de Isidro López e Hijos Viudad de López e Hijos y Cia Viuda de López e Hijos en Compañía López y compañía López y Cia | | |                   |
| 1808-1823                      | Manuel Amigo | Emmanuelem Amigo | En las calles Ancha y de Escritorios. |                   |
| 1851-1858                      | Tiburcio López | | Imprenta y fundición en la plaza de la Victoria, 3. Discípulo de Manuel Amigo |                   |
| 1863                           | González y Compañía | | En la calle Empedrada. |                   |
| 1875-1900                      | Federico García Carballo F. García Carballo F. García C. Procurador García F. Garcia C. y E. Alegre Establecimiento Tipográfico de F. García | | Continuó como: "La Cuna de Cervantes" Sedes: 1875 c/ Santiago, 13; 1882 c/ Imagen, 10; 1886 plaza Mayor, 28; 1894 c/ Limoneros, 12.                                                                                 |                   |
| 1885-1888                      | Juan Torrenova El Áncora | | En la calle San Felipe, 5; desde 1887 en la calle Mayor, 109; y al final en la plaza de Cervantes, 7. |                   |
| 1890                           | Tipografías de C. Montero | | En la calle Libreros, 14 |                   |
| 1892                           | Emilio Bravo Moltó | | En la calle de la Imagen, 12 |                   |
| siglo XX                       | | | |                   |
| 1900-1938                      | La Cuna de Cervantes Establecimiento tipográfico de La Cuna de Cervantes Talleres tipográficos La Cuna de Cervantes | | Continua el heredero de Federico García Carballo: Ramón García Ortiz. Toma el nombre de su principal publicación, el semanario "La Cuna de Cervantes". En la calle Limoneros, 12 (renombrada C/ Ramón y Cajal, 14). |                   |
| 1900-03/1907                   | Julián Lobo J. Lobo | | En la calle Cervantes; y calle Mayor, 14; y luego nº 29. Se la vendió a Ventura Corral |                   |
| 1901                           | Imprenta del 7º de Cazadores | | |                   |
| 1901-1940                      | Ramírez Ramírez Mayo Saturio Ramírez | | En la calle Limoneros, 9. Luego en calle Mayor, 11 (reenumerado como 9). En 1921 heredó y continuó su hijo: Félix Ramírez Imprenta, librería y papelería (1876-2018).                                               |                   |
| 15/03/1907-1962                | Ventura Corral V. Corral Ventura Corral Benito | | En la calle Mayor, 37 (reenumerado al 15). Continuó con su hijo Miguel Corral |                   |
| 1908-1923                      | Reformatorio de Jóvenes Delincuentes | | Se transforma en la "Escuela Industrial de Jóvenes" (1924) En la calle Santo Tomás |                   |
| 1910-1927                      | Talleres tipográficos de El Amigo del Pueblo | | Del Centro Católico de Acción Social Popular En la calle Santa Úrsula, 3 |                   |
| 1917-1919                      | Talleres tipográficos de Castilla Tipografía de Castilla | | Propietario: Ceferino Rodríguez Avecilla En la Calle Mayor, 6 |                   |
| 1924-1928                      | Escuela Industrial de Jóvenes | | Se transforma en la "Imp. de la Escuela de Reforma" (1929) En la calle Santo Tomás |                   |
| 1929-1936                      | Imprenta de la Escuela de Reforma | | Se transforma en los "Talleres Penitenciarios de Alcalá de Henares" (1939) En la calle Santo Tomás |                   |
| 1939-1984                      | Talleres Penitenciarios de Alcalá de Henares TPA | | En la calle Santo Tomás |                   |
| 1964-1987                      | Miguel Corral | | Hijo de Ventura Corral |                   |
| 1967-1976                      | Garza | | Calle Talamanca, 30 |                   |
| 1986-                          | Imprenta Cervantes | | Calle Melilla, nave 5 |                   |
| 1992-2020                      | Gráficas Ballesteros Manuel Ballesteros Industrias Gráficas SL | | Plaza de los Irlandeses, 2. |                   |

## Literatura
- Olalla García. El taller de libros prohibidos. Barcelona: PRHGE; 2018. ISBN 978-84-666-6433-2